# 에우디모르포돈
에우디모르포돈(Eudimorphodon)는 중생대 트라이아스기 후기 유럽 대륙에서 서식한 익룡이다. 화석은 1973년 이탈리아의 베르가모 부근에서 발견되었다. 날개를 폈을 때의 전체 길이는 약 1 미터 (39 in)정도이다. 속명의 뜻은 그리스어로 '진짜 다른 이빨(true dimorphic tooth, πραγματικά διαφορετικά δόντια)'이라는 의미이다.
에우디모르포돈은 현재 알려져 있는 가장 오래된 익룡 가운데 하나이다. 앞니는 못과 같은 모양이고, 어금니는 돌기가 많은 복잡한 모양이다. 일반적으로 이빨의 형태를 살펴 볼 때 주로 물고기를 잡아 먹는 잡식성이었을 것으로 추정된다.